# Chiesa della Santissima Trinità (Dobřichov)
La chiesa della Santissima Trinità (in ceco Kostel Nejsvětější Trojice) è il luogo di culto cattolico che si trova a Dobřichov, comune del Distretto di Kolín, nella Boemia Centrale, Repubblica Ceca. Appartiene all'arcidiocesi di Praga, risale al XIII secolo ed è considerata monumento culturale nazionale.

## Storia

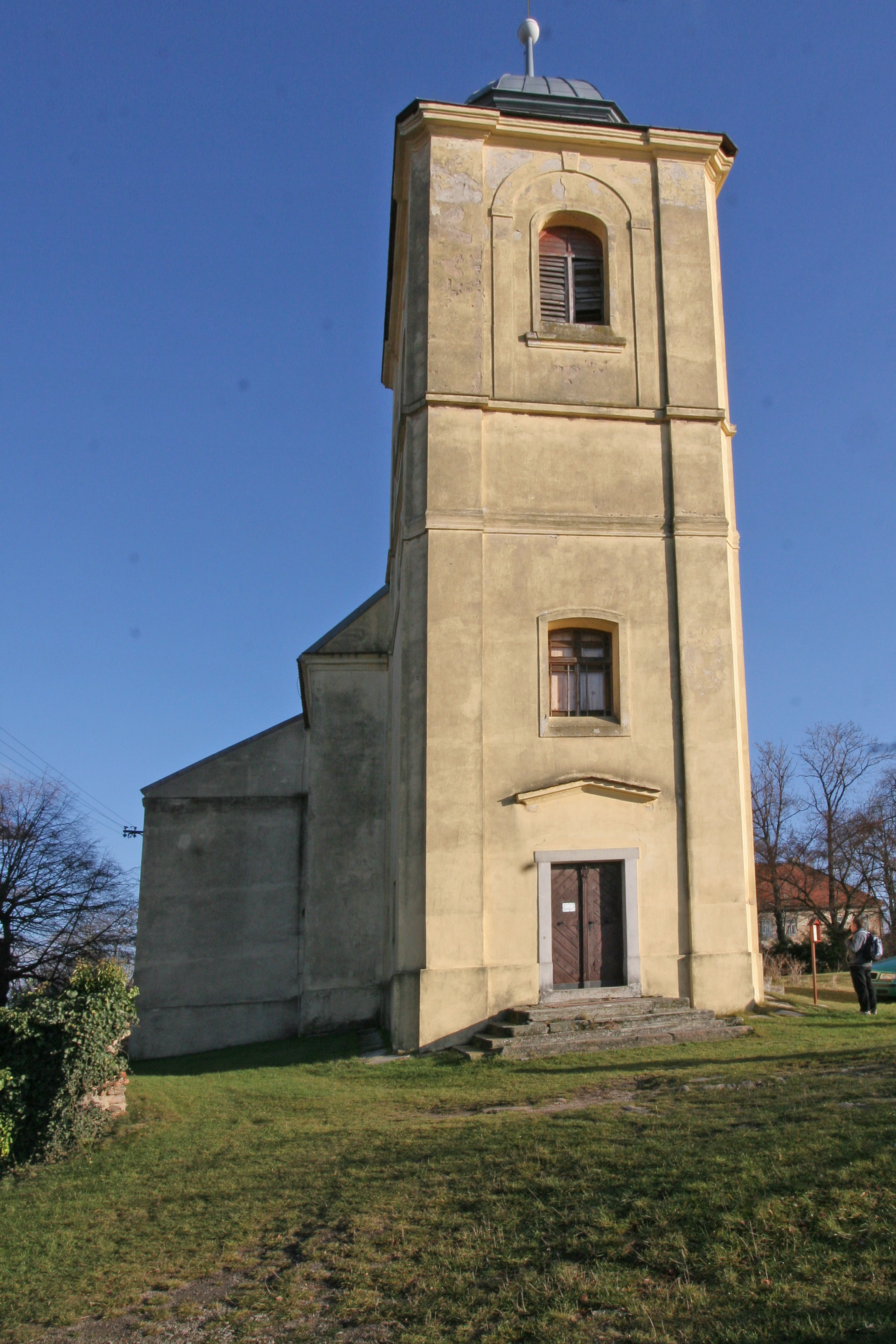
Facciata con torre campanaria

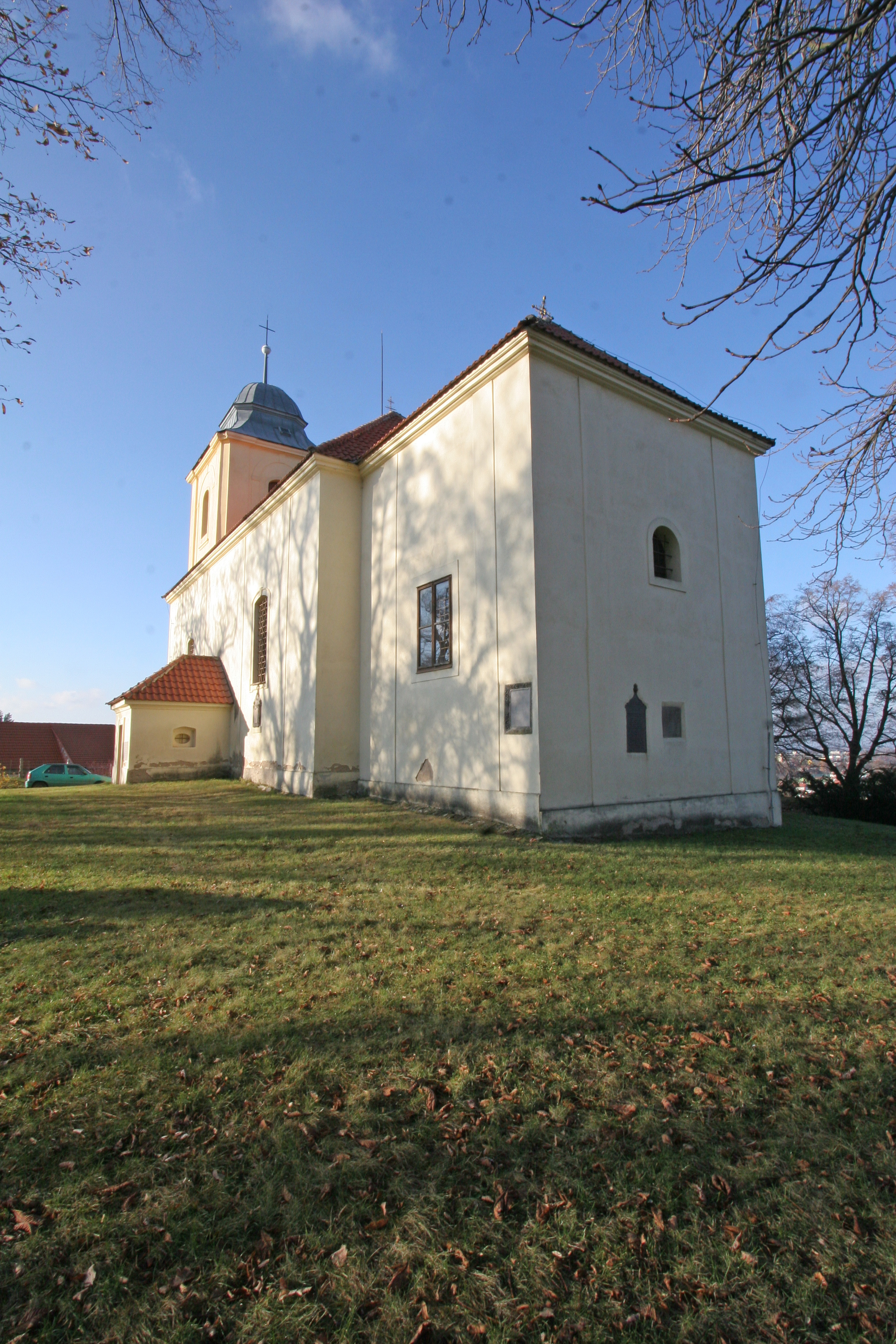
Parte absidale

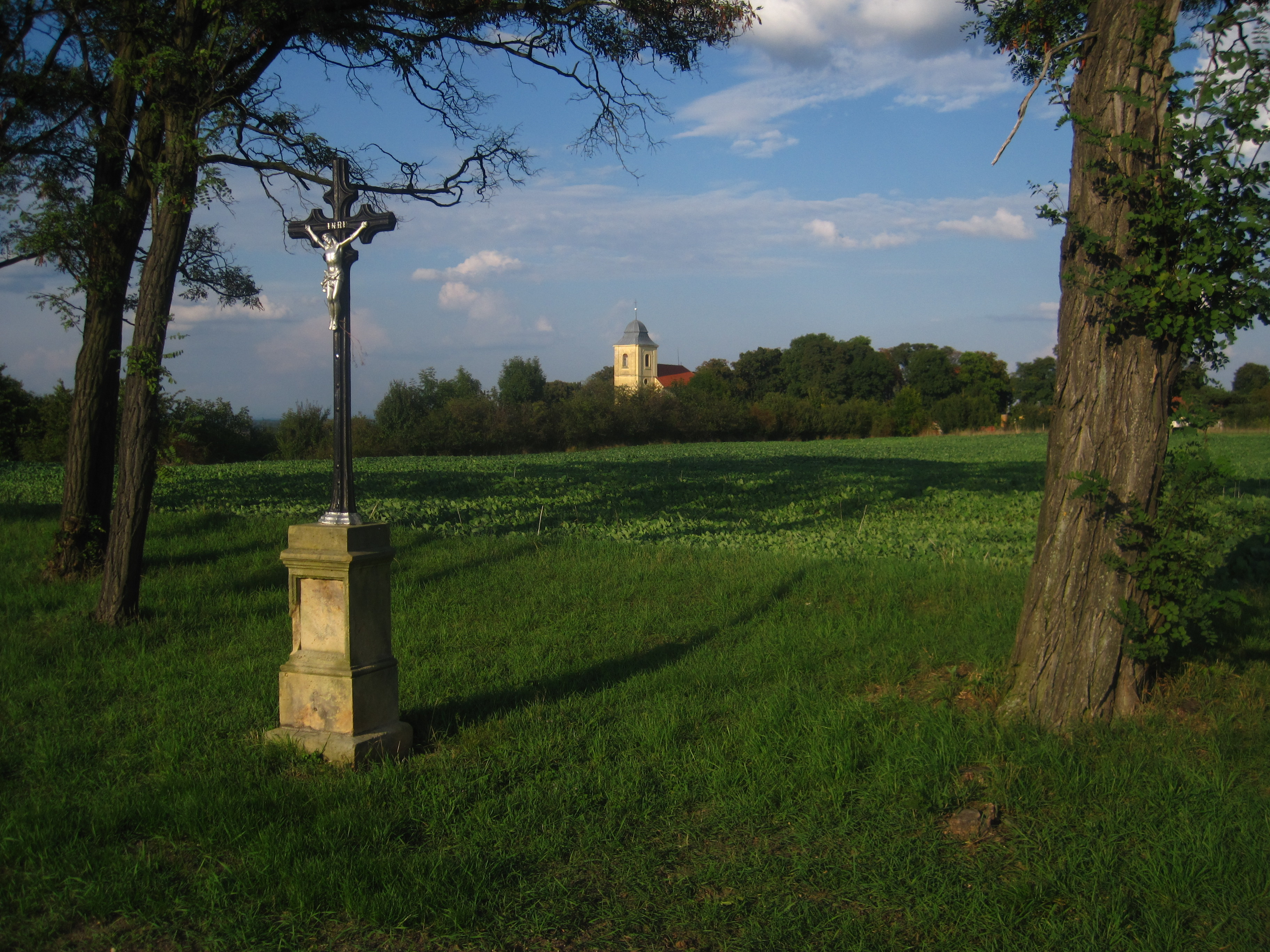
Croce in ghisa posta nelle vicinanze della chiesa

Secondo alcune fonti già nel X secolo sul sito sarebbe stata costruita una chiesa preromanica apparentemente fortificata. In tal caso si tratterebbe di uno degli edifici più antichi conservati della regione ma, secondo le ultime ricerche, sembra più probabile che la chiesa sia stata costruita solo nella prima metà del XIII secolo, al più tardi nel 1250. La prima menzione scritta dell'allora chiesa parrocchiale risale al 1352. Intorno al 1495 fu eseguita una significativa ricostruzione tardogotica e in tempi successivi la chiesa fu ristrutturata in stile barocco , prima nella navata) e poi nella torre. Nel 1818 la navata fu ampliata e nel 1826 furono costruite le scale che portano alla chiesa dal paese. Il tipico tetto della torre fu costruito nel 1829, e questo concluse lo sviluppo edilizio della chiesa. La decorazione barocca della chiesa fu realizzata attorno alla metà del XIX secolo da Josef Jedlička. Sino a quando non fu edificata la chiesa di San Venceslao a Pečky, all'inizio del XX secolo, questo luogo di culto fu utilizzato anche dai fedeli di quel vicino comune. 

## Descrizione

### Esterni
La chiesa della Santissima Trinità si trova a Dobřichov, piccolo comune della Boemia Centrale nella Repubblica Ceca. Il nucleo originario è gotico e le modifiche successive sono barocche. Si trova su una collina all'estremità sud-orientale del paese. Attorno alla chiesa si trova un cimitero abbandonato con diverse lapidi di valore storico e le murature che consolidano i terrazzamenti. Il lato sud dell'area è aperto come area parco. Sul sito del monumento è presente una croce in ghisa senza recinzioni protettive.

### Interni
La navata interna è unica con volta a crociera e le pareti sono arricchite da pitture murali realizzate da Josef Jedlička.

### Monumento nazionale culturale della Repubblica Ceca
La tutela dei monumenti della Repubblica Ceca considera la chiesa della Santissima Trinità di  Dobřichov un monumento culturale nazionale tutelato col numero di catalogo 1000139463. Oggetto della protezione sono la chiesa della Santissima Trinità, il monumento a František Klecanský, una parte del muro di recinzione e il terreno ad essa appartenente con i muri di terrazzamento.